# Colombe (Isère)
Colombe é uma comuna francesa na região administrativa de Auvérnia-Ródano-Alpes, no departamento de Isère. Estende-se por uma área de 13,23 km². Em 2010 a comuna tinha 1 639 habitantes (densidade: 123,9 hab./km²).